# Теракт у торговельному центрі Найробі
Теракт у торговельному центрі Найробі — події, що відбулися 21 вересня 2013 року, коли невідомі люди у масках напали на Торговельний центр, що розташований у місті Найробі, Кенія. Вони захопили багато заручників, дозволивши піти лише людям мусульманського віросповідання. Терористи стали перестрілювались із поліцією, яка намагалася звільнити заручників. У ході перестрілки загинуло 59 осіб (цифра неточна). Серед загиблих — громадяни Канади та Франції, також серед жертв є родичі президента.
Серед загиблих був відомий ганський поет Кофі Авунор.
Президент Кенії Ухуру Кеніятта виступив зі спеціальним зверненням перед нацією. Він повідомив про загибель у торговому центрі від рук терористів свого племінника і його нареченої. Президент засудив дії злочинців, закликав кенійців об'єднатися і подякував усім, хто допомагає спецназу на місці події.
За повідомленням індійського інтернет-видання «Outlook India», експерти з міжнародного терору припускають, що відповідальність за організацію та підготовку теракту у торговому центрі Найробі лежить на громадянанині Пакистану Абу Мусі Момбасі. Він зайняв цей пост після ліквідації кенійця Салеха Алі Салеха Набхана, а в угрупованні «Аш-Шабаб» очолює службу безпеки та відповідає за підготовку бойовиків. На вечір 22 вересня число жертв теракту становило 59 осіб, бойовики продовжували утримувати близько 30 заручників, число поранених наближається до 200.
У Кенії терористи розстрілювали тих заручників які не знали імені матері Мухаммеда, або не могли привести цитати з Корану, при негативних відповідях розстрілювали навіть жінок та дітей.
Надійшла інформація, що організаторкою теракту стала британка Саманта Лютвейт, відома як «біла вдова», що прийняла радикальну тучію ісламу 2001 року. Дружина Абдула Джамала, який підірвав поїзд під час терактів у лондонському метро 2005 року, Саманта була співучасницею організації терактів та опинилася на втіках та раніше співпрацювала з британськими ісламістами.
Під час штурму ввечері 23 вересня 2013 року сили безпеки Кенії зайняли торговельний центр, і звільнили заручників, що залишалися. Троє бойовиків загинули у перестрілці зі спецназом під час штурму, ще десять здалися. Однак за заявою представників поліції з місця подій, у будівлі все ще можуть залишатися від трьох до 5 терористів.